# تود روبنسون
تود روبنسون (16 يونيو 1978 بترايل في كندا - ) هو لاعب هوكي الجليد ولاعب كرة قدم كندي في مركز وسط ‏. لعب مع Cincinnati Mighty Ducks ‏ وIdaho Steelheads ‏.

## وصلات خارجية
- تود روبنسون على موقع EliteProspects.com (الإنجليزية)
- تود روبنسون على موقع HockeyDB.com (الإنجليزية)